# جامعة سان فرانسيسكو الحكومية
جامعة سان فرانسيسكو الحكومية (بالإنجليزية: San Francisco State University)‏ ويرمز لها اختصاراً SFSU هي جامعة عامة تقع في سان فرانسيسكو وقد تأسست سنة 1899. تحتوي الجامعة على 23 حرم جامعي وتقدم 118 درجة بكالوريوس و94 درجة ماجستير و5 درجات دكتوراه، إلى جانب 26 مؤهل تدريسي من بين ست كليات أكاديمية.
تأسست الجامعة في عام 1899 كمدرسة عادية تديرها الدولة لتدريب معلمي المدارس، ثم حصلت على حالة الكلية الحكومية في عام 1921، وحالة الجامعة الحكومية في عام 1972. ويقع الحرم الجامعي على 141 فدان في الجزء الجنوبي الغربي من المدينة، على بعد أقل من ميلين من ساحل المحيط الهادئ. يوجد في ولاية سان فرانسيسكو 12 فريقًا رياضيًا يتنافسون على المستوى الثاني من دوري الدرجة الثانية لكرة القدم (NCAA)، معظمهم أعضاء في اتحاد كاليفورنيا الرياضي.

## إحصائيات
يبلغ عدد طلاب الجامعة 29586 طالب، منهم 2783 طالب دراسات عليا.

## أهم الخريجين وأعضاء هيئة التدريس

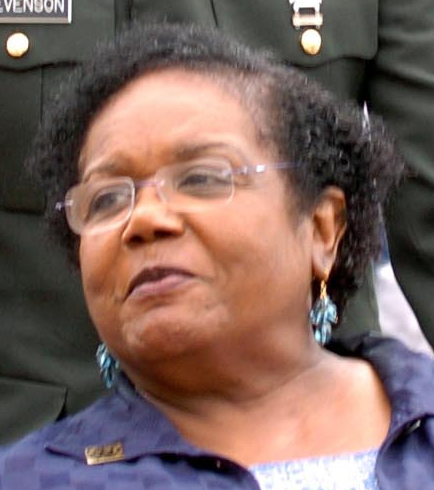
ميلبا باتيلو بيلز، صحفية وأحد أعضاء أزمة ليتل روك
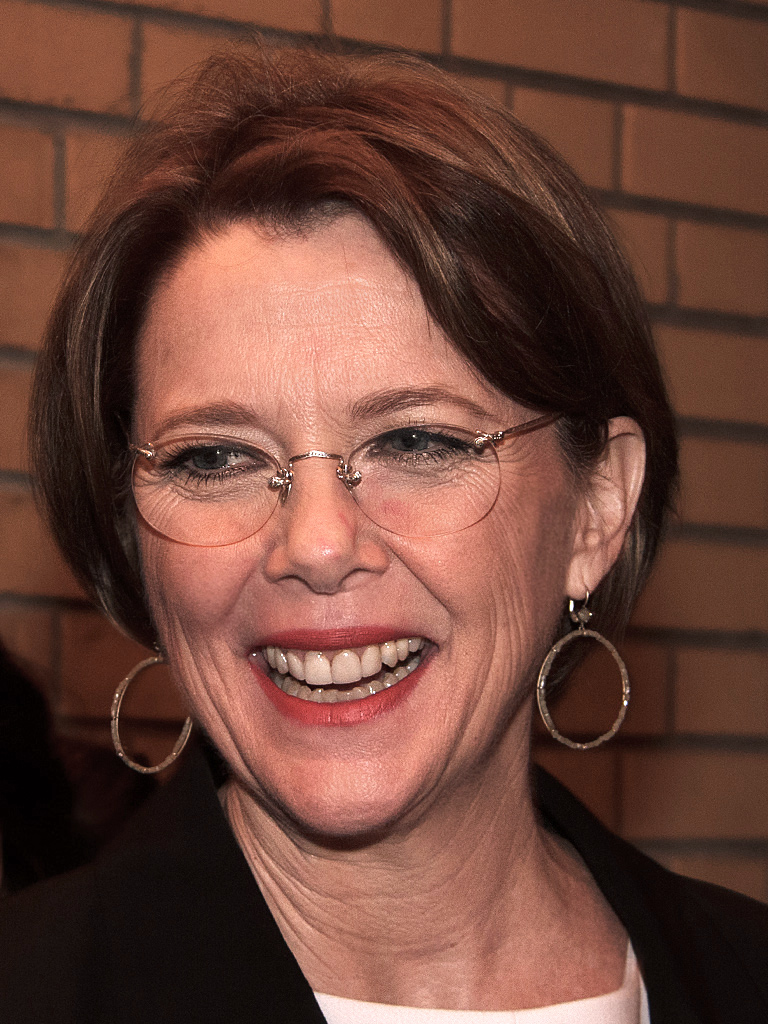
آنيت بنينغ، ممثلة
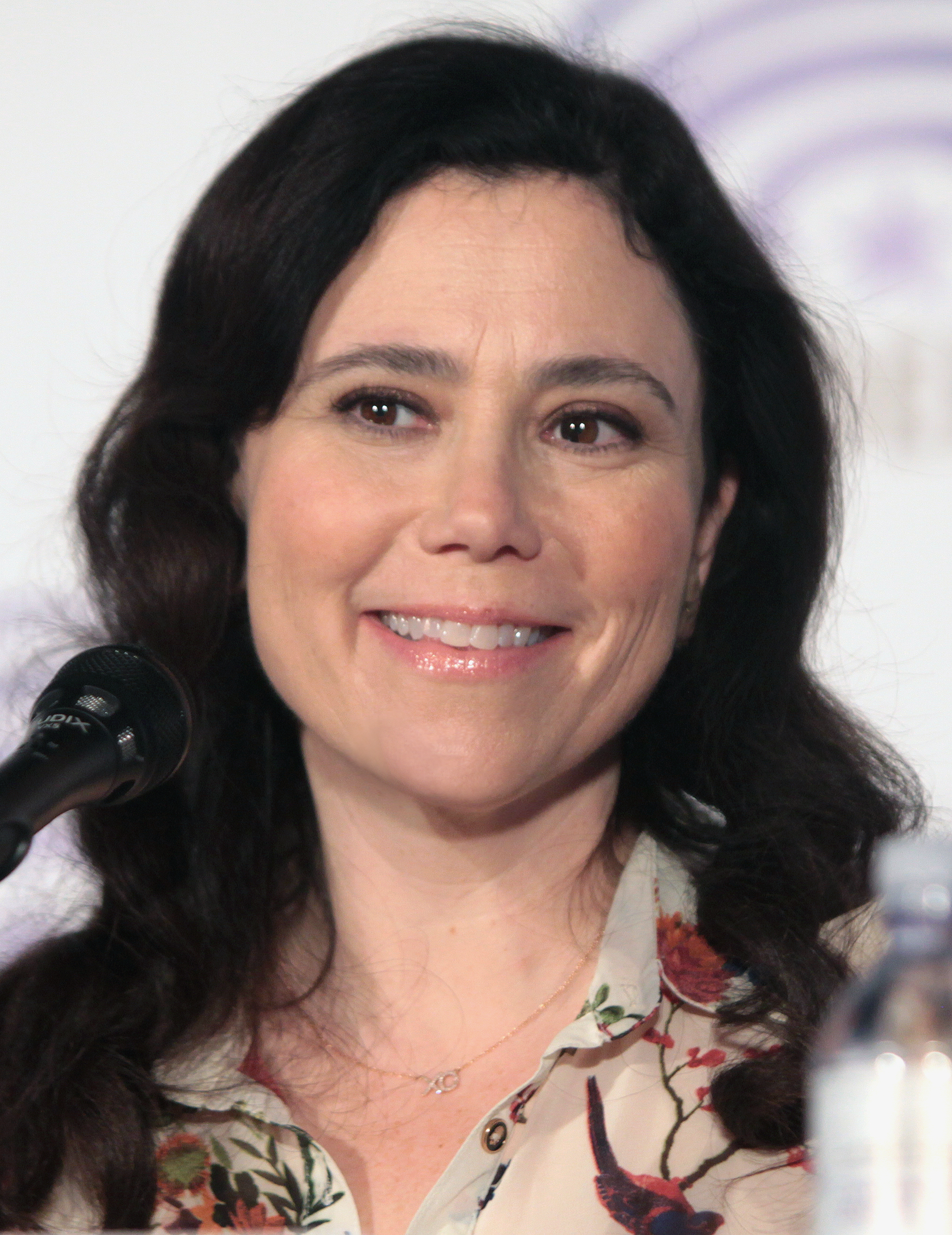
ألكس بورستين، ممثلة، مؤدية صوت لويس في مسلسل فاميلي غاي
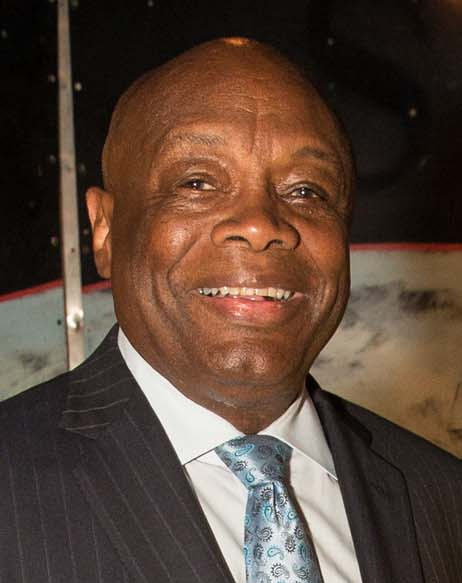
ويلي براون، حاكم سان فرانسيسكو الحادي والأربعون
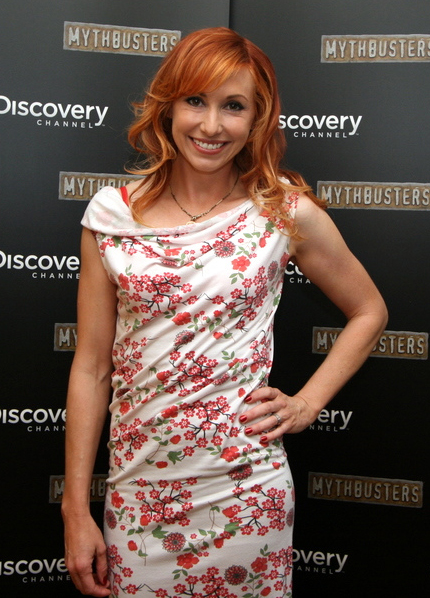
كاري بايرون، مذيعة تلفزيونية وفنانة
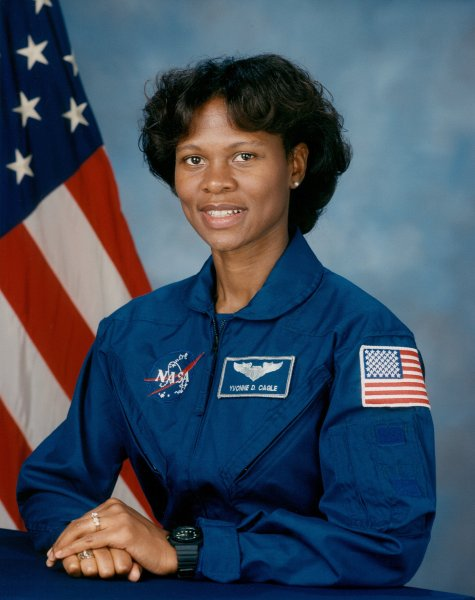
إيفون كاغل، ناسا رائدة فضاء
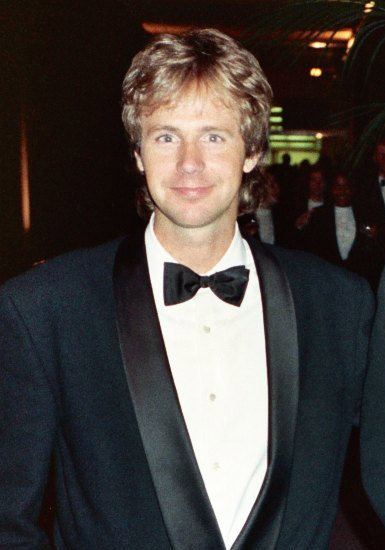
دانا كارفي، ممثل وكوميدي
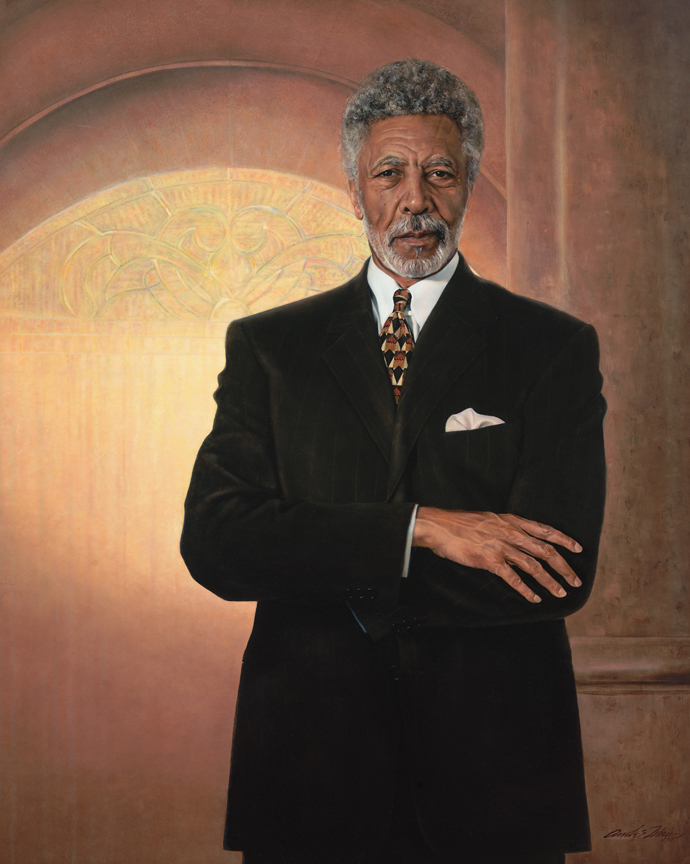
رون ديلومز, حاكم مدينة أوكلاند
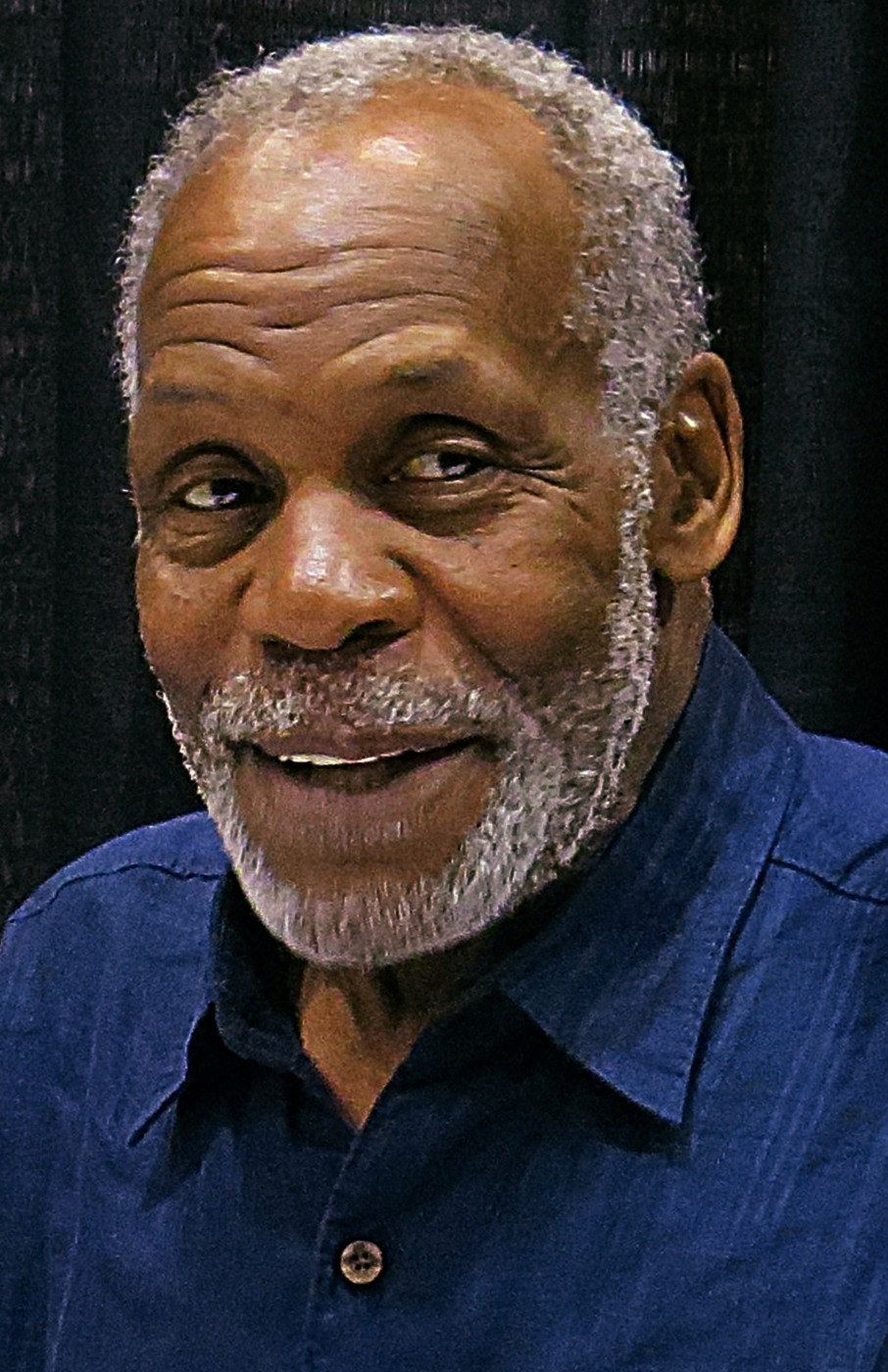
داني غلوفر، ممثل
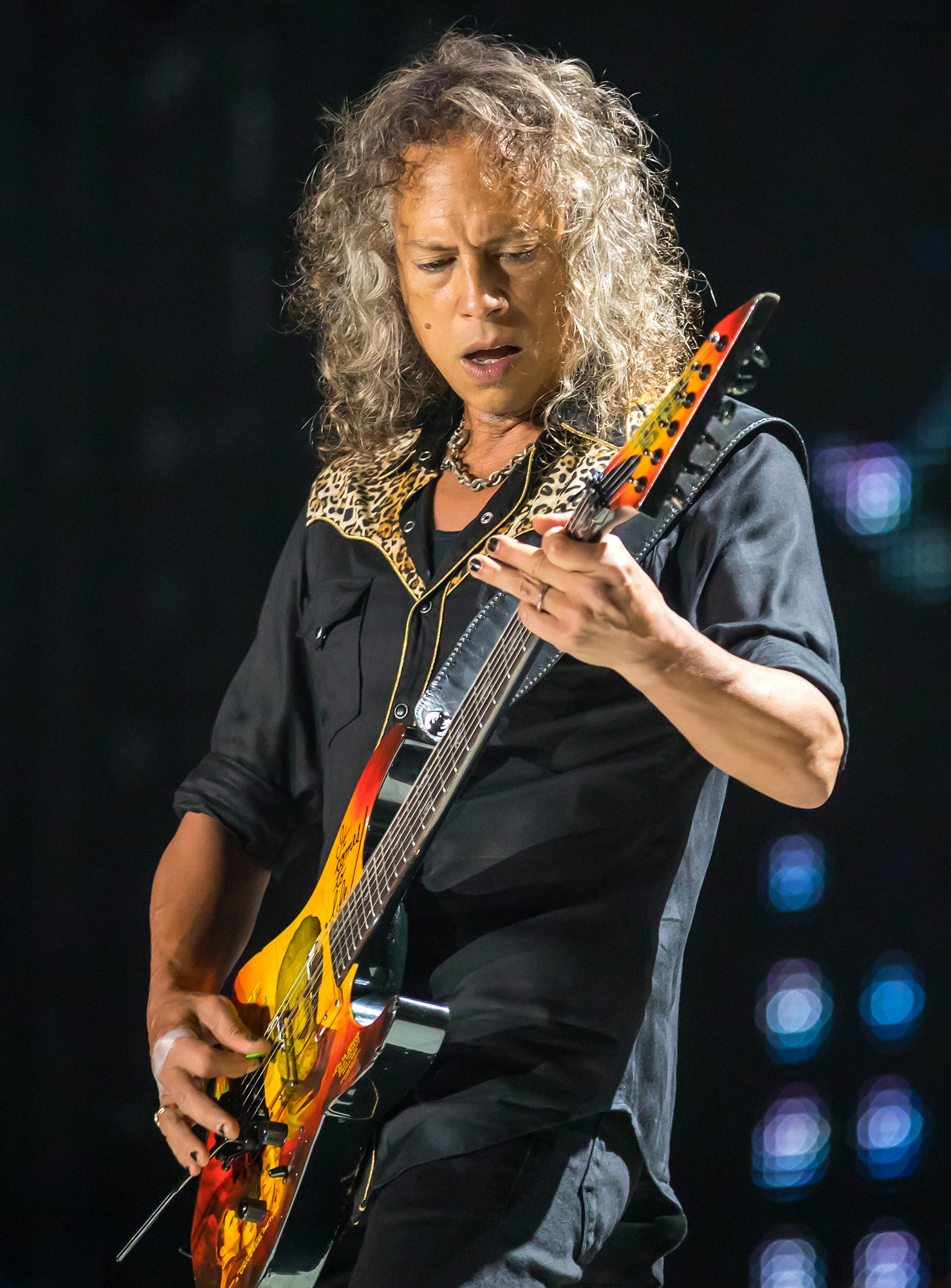
كيرك هاميت، مؤدي جيتار في ميتاليكا
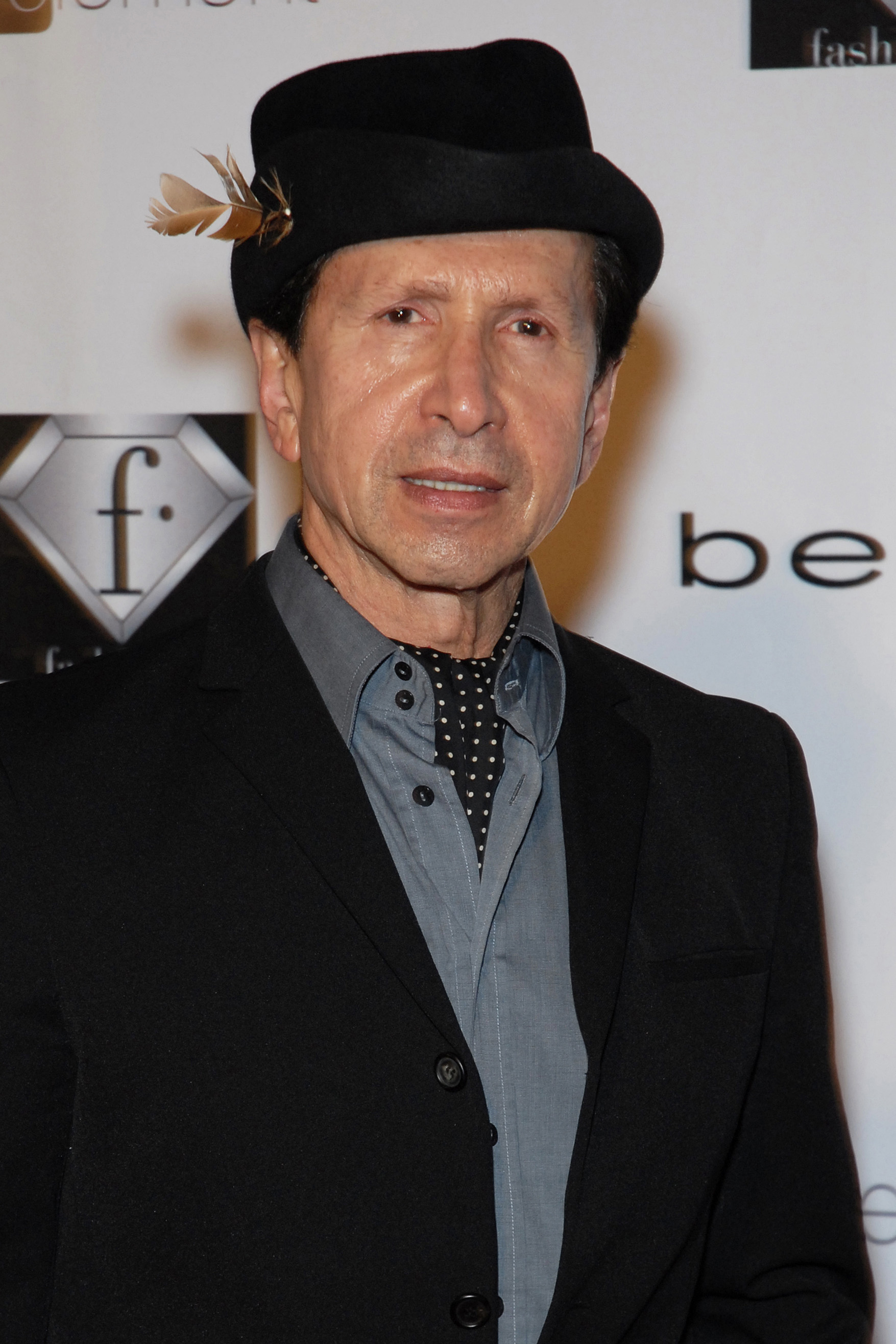
ماني مشوف، مؤسس بيبي ستورس
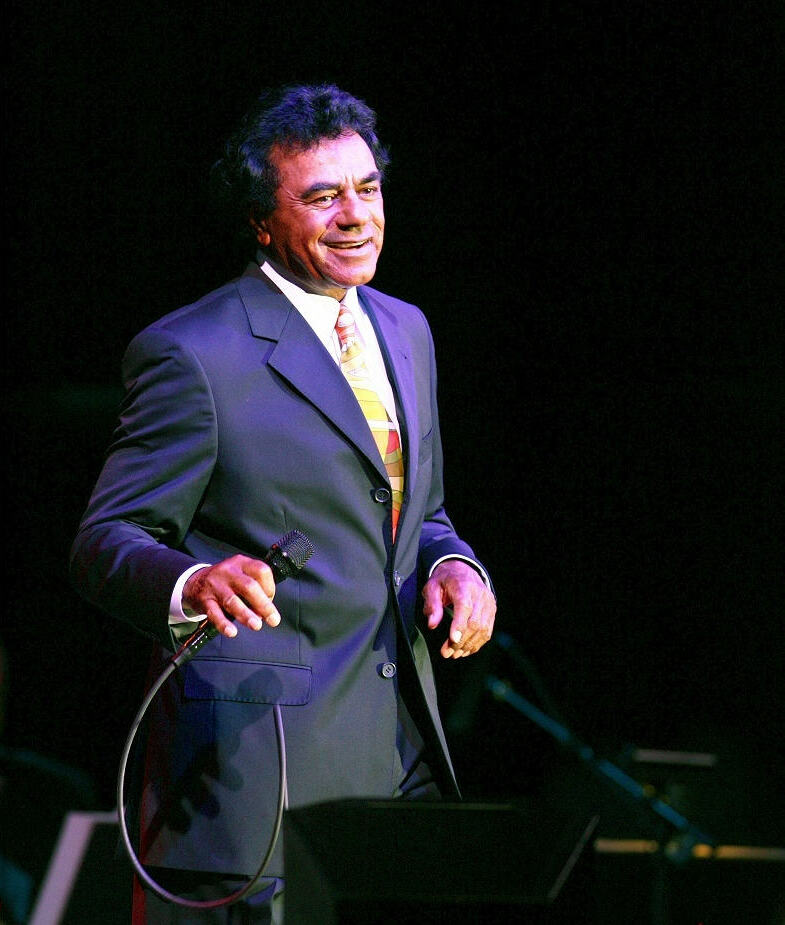
جوني ماثيس، مغني
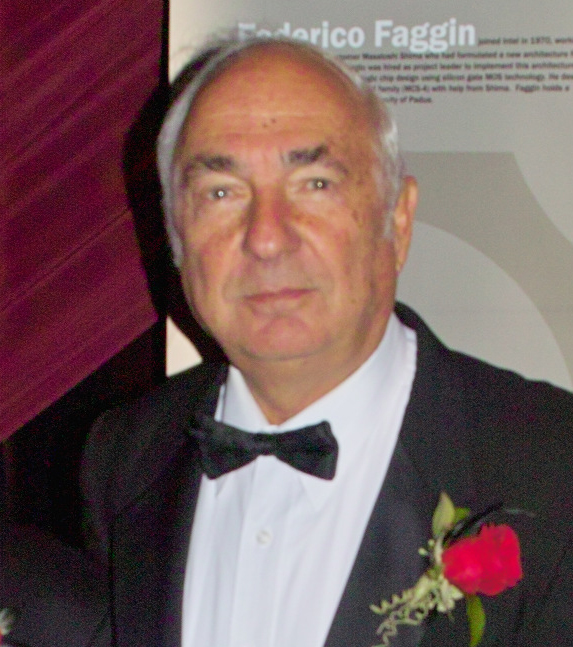
ستانلي مازور، مخترع مشارك معالج دقيق
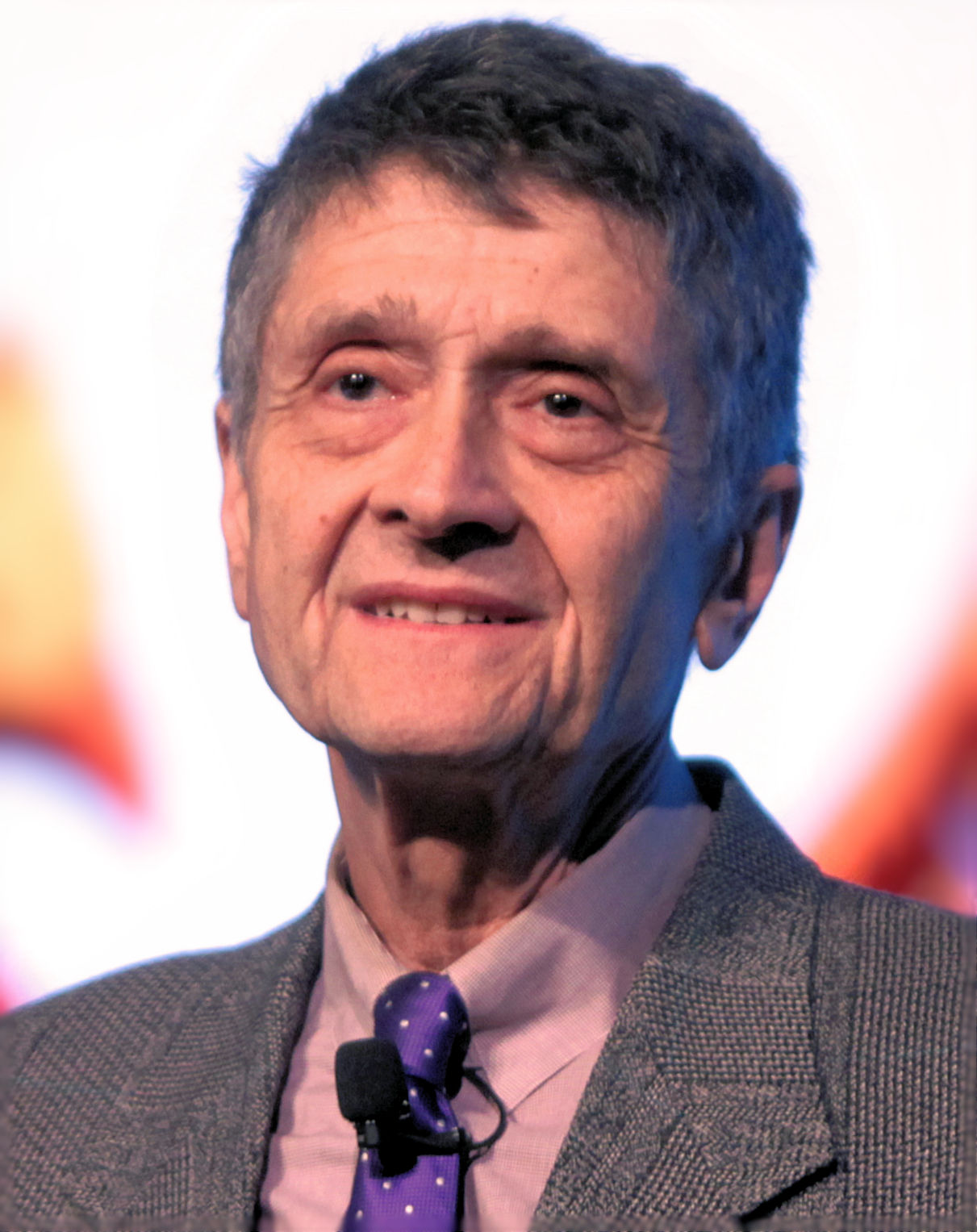
مايكل ميدفيد، مؤلف ومذيع راديو
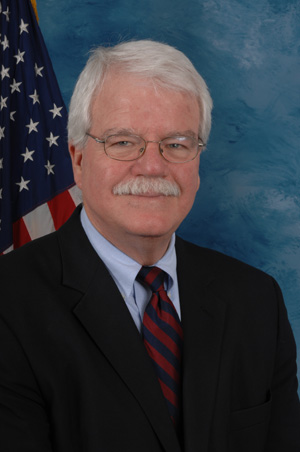
جورج ميلر، عضو الكونغرس الأمريكي، 1975-2015
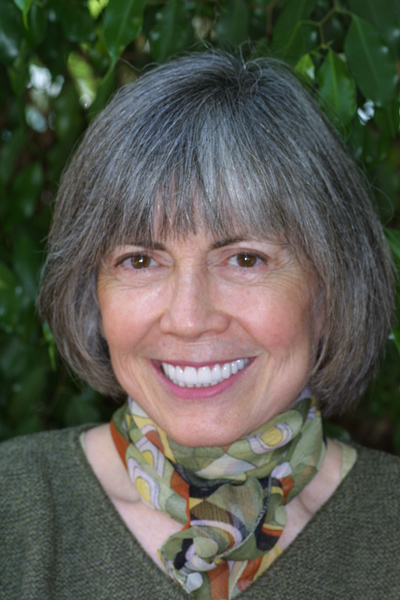
آن رايس، مؤلف
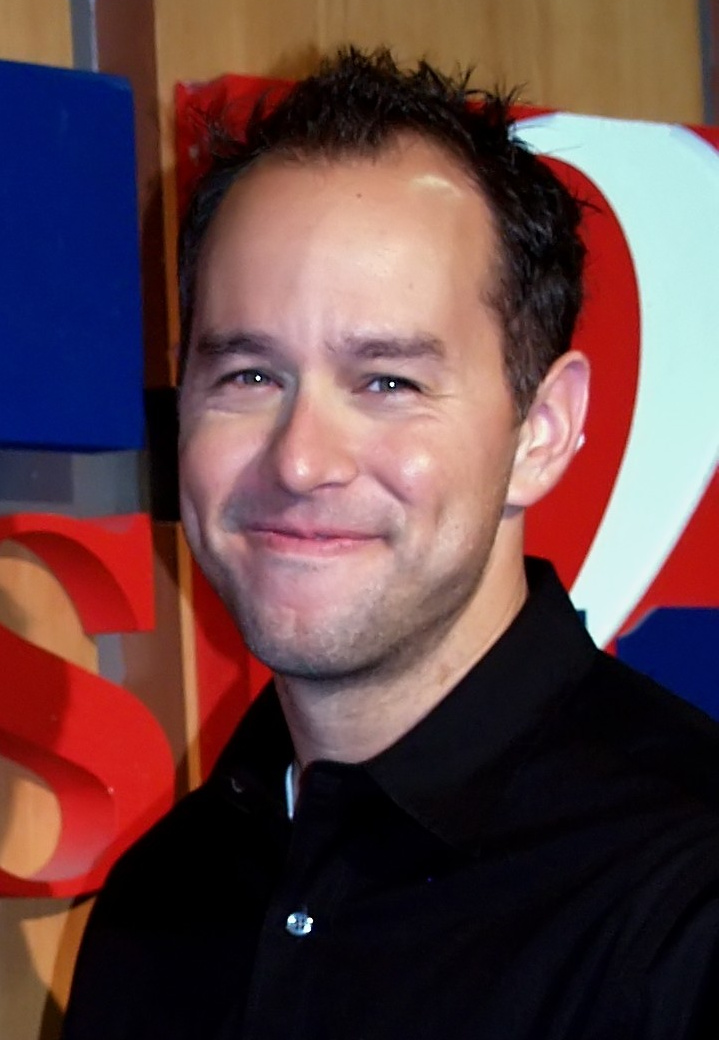
جوناس ريفيرا، منتج في بيكسار
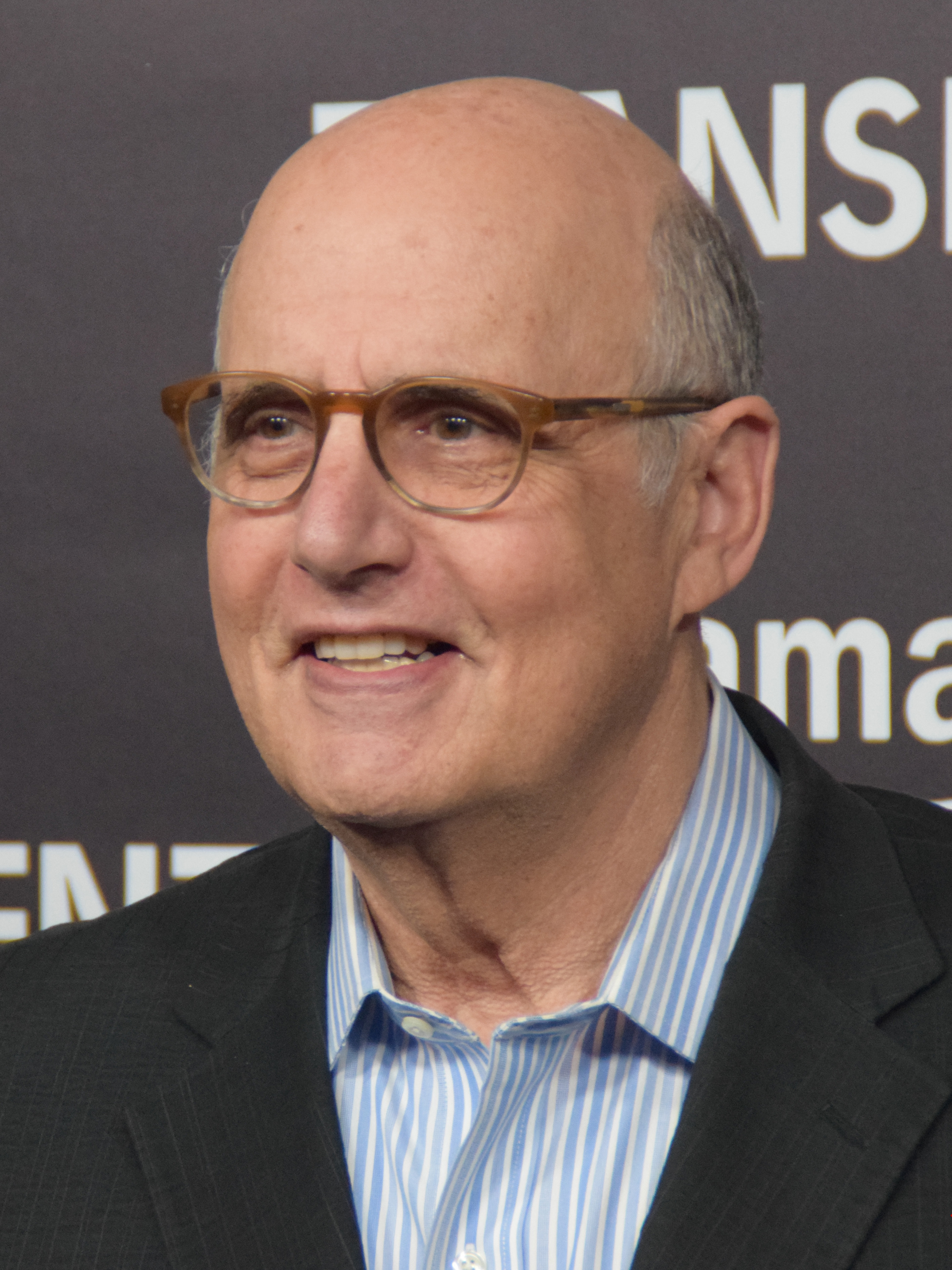
جيفري تامبور، ممثل
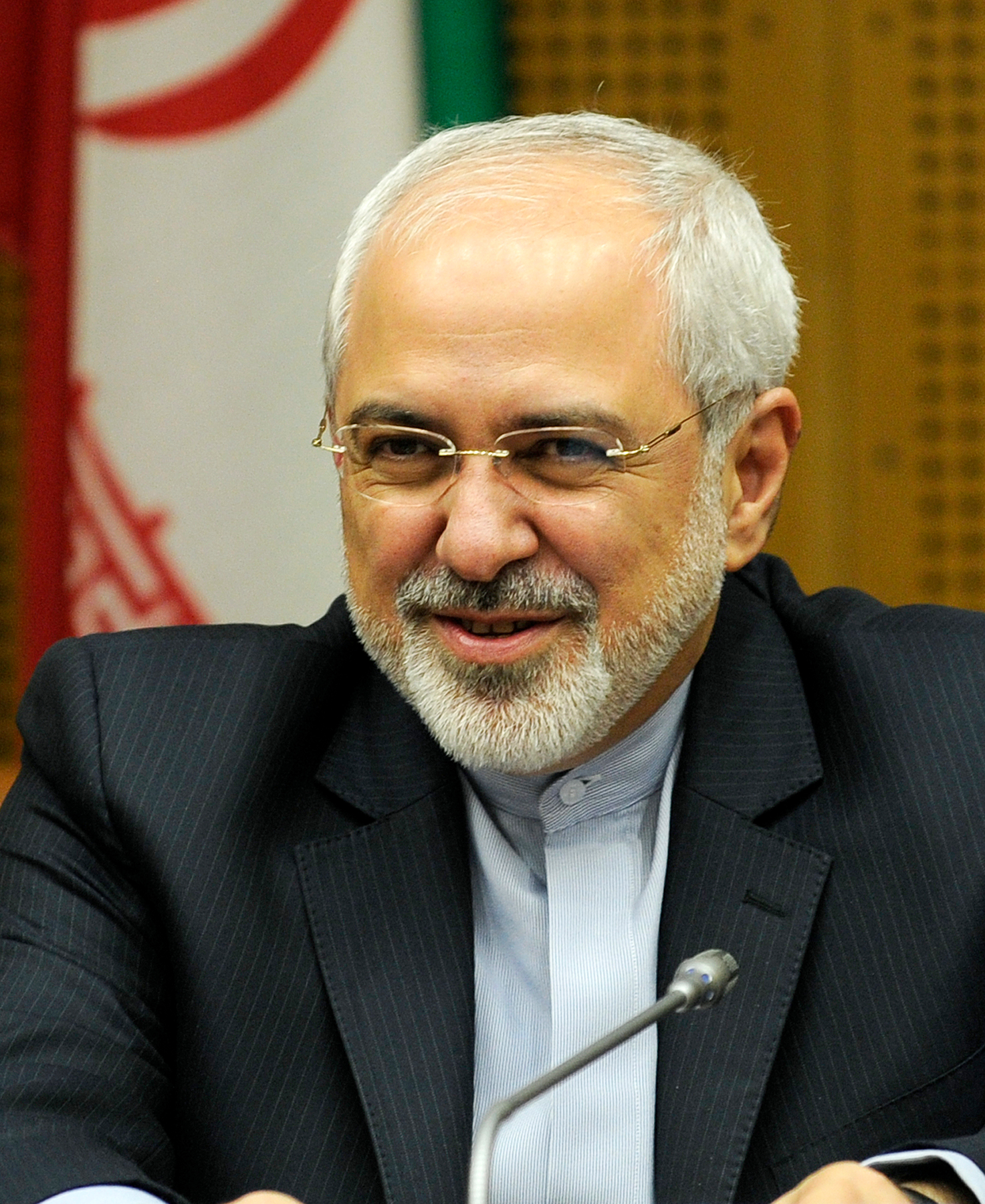
محمد جواد ظريف، وزير الخارجية الإيراني

## وصلات خارجية
- الموقع الرسمي